# دارة غردلة (أيل تيمور)
دارة غردلة (بالفارسية: داره‌گردله) هي قرية تقع في إيران في أذربيجان الغربية. يقدر عدد سكانها بـ 68 نسمة بحسب إحصاء 2016.